# Hōki
Hōki (japanska: 伯耆町?, Hōki-chō) är en landskommun (köping) i Tottori prefektur i Japan. 
Kommunen bildades 2005 genom en sammanslagning av kommunerna Kishimoto och Mizokuchi. 